# Clase Sōryū (1937)
La Clase Sōryū  fue una clase de portaaviones de escuadra ligeros que sirvieron en la Armada Imperial Japonesa durante la Segunda Guerra Mundial. La clase constaba de dos buques, el Sōryū, primero y que daba nombre a la clase, y el Hiryū, aunque algunos expertos opinan que el Hiryū era una clase distinta.  Pese a pertenecer a la misma clase, ambos portaaviones eran todo lo distinto que pueden ser dos gemelos, la diferencia entre ambos portaviones radicaba en la ubicación del puente isla y la forma de la roda.
Dado que en su construcción mediaron dos años, el Sōryū se vio limitado por las restricciones del Tratado Naval de Washington, pero antes de finalizar la construcción del Hiryū, Japón no había renovado el tratado, por lo que tenía mano libre para aumentar el tamaño del portaaviones.
Sin embargo, no es tan sencillo modificar un navío de esa envergadura, y menos cuando está empezado, por lo que los cambios se limitaron a aumentar su manga en algo más de un metro, lo que aumentó el desplazamiento en unas 1.500 toneladas, y modificar la ubicación del puente, en este caso a babor y más cercano a la proa, con lo que se conseguía más espacio en los hangares, en los que ubicar dos aviones más.
El destino de ambos portaaviones les llevó a hundirse en la misma batalla, la batalla de Midway, en junio de 1942 con diferencia de horas.

## Diseño general y construcción
La clase Sōryū fue una clase de portaaviones de línea, ligeros,  aprobados para su construcción bajo el Programa Suplementario de 1931-1932 de la Armada Imperial Japonesa (el otro fue el  Hiryū).  A diferencia de algunos portaaviones japoneses anteriores, como el Akagi y el  Kaga , que eran conversiones de cascos de cruceros de batalla y acorazados respectivamente, la clase  Sōryū fue diseñado desde su origen como un portaaviones e incorporó las lecciones aprendidas del portaaviones ligero Ryūjō.
Para la construcción del Sōryū se utilizó el diseño primario denominado G8, pero se modificó sobre la marcha dando origen al G9, mientras que para el Hiryū se utilizó el diseño mejorado G10 basado en las lecciones de la reconstrucción del  Kaga cuyos proyectos corrían paralelamente y que más tarde evolucionaría al diseño G16 utilizado en la Clase Unryū. Debido a estas modificaciones basadas en las experiencias del Incidente de la Cuarta flota, un proyecto único de diseño como el G8 se modificó sobre la marcha de la construcción en las denominaciones señaladas.
La diferencia entre buques supuestamente gemelos era a primera vista entre ellos era la forma de la roda de la proa y la ubicación del puente isla. No obstante, ambos buques poseían sus tomas de aire y escapes de gases en estructuras semi curvadas sobresalientes bastante visibles en sus bandas que le conferían un aspecto distintivo a la clase.
El Sōryū poseía la típica proa usada por los cruceros Clase Takao, en tanto, el Hiryū era de proa más bien redondeado y recta.

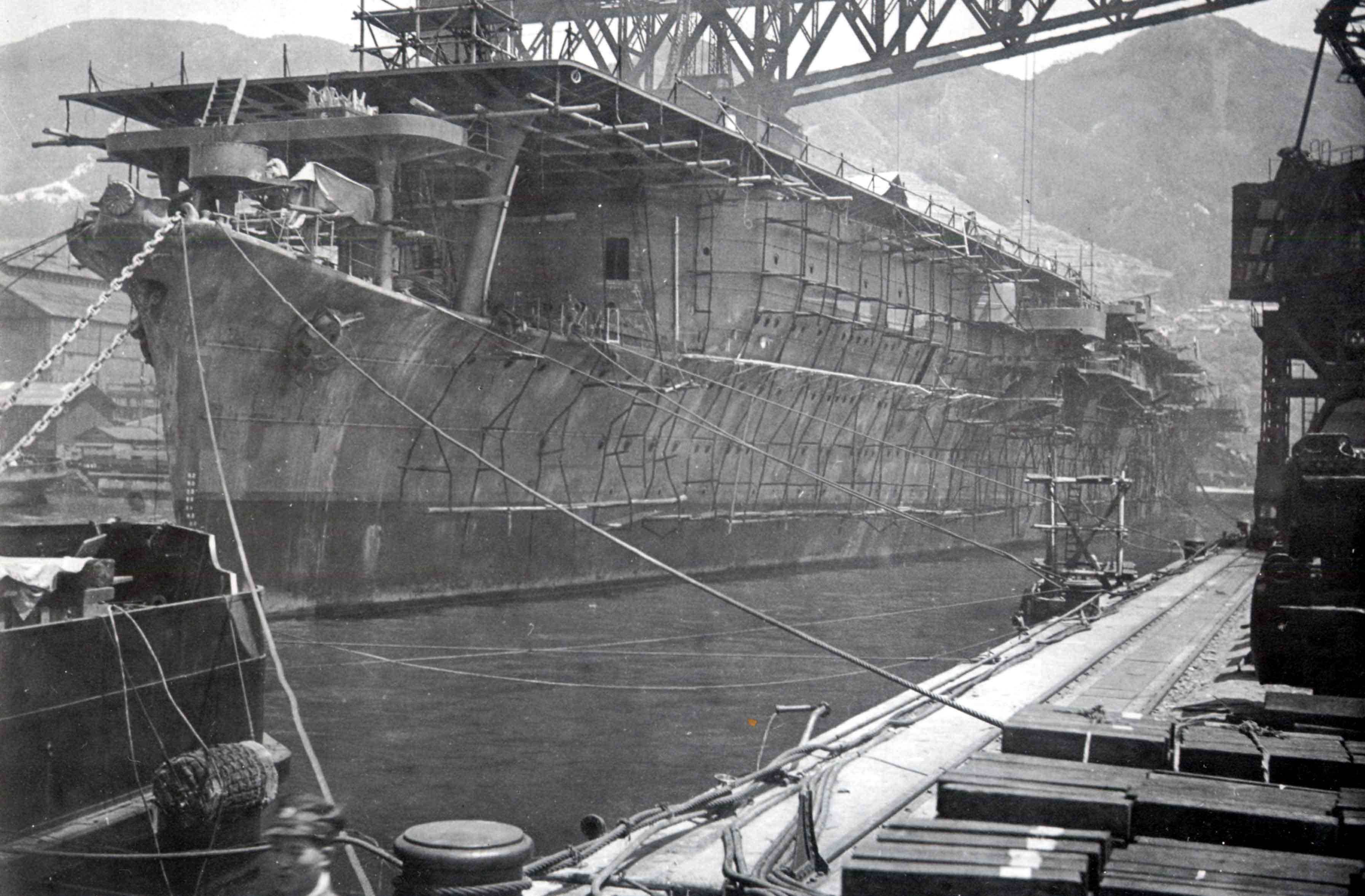
El Soryu bajo construcción, es visible el voladizo de la cubierta de despegue y la plataforma AA a proa.

El timón estaba montado en la línea de crujía.  En el Hiryū era del tipo semi-balanceado, mientras que el del Sōryū era redondeado semejante a la clase Kongo.
La clase tenía una longitud total de 227,5 metros (746 pies 5 pulgadas) , una manga de 21,3 metros (69 pies 11 pulgadas) y un calado de 7,6 metros (24 pies 11 pulgadas). Desplazó 16.200 toneladas (15.900 toneladas largas ) con carga estándar y 19.100 toneladas (18.800 toneladas largas) con carga normal. Su tripulación estaba formada por 1.100 oficiales y marineros.
La clase Sōryū estaba equipada con cuatro conjuntos de turbinas de vapor con engranajes con un total de 152.000 caballos de fuerza en el eje (113.000  kW ), cada uno impulsando un eje de hélice, utilizando vapor proporcionado por ocho calderas acuo-tubulares tipo Kampon .  Las turbinas y calderas eran las mismas que las utilizadas en los cruceros clase Mogami.   La potencia del buque y el casco hidrodinámico tipo crucero, con una relación eslora a manga de 10: 1, le dieron una velocidad de 34,5 nudos (63,9 km / h; 39,7 mph) y los convirtieron en los portaaviones más rápidos en el mundo en el momento de su puesta en servicio.

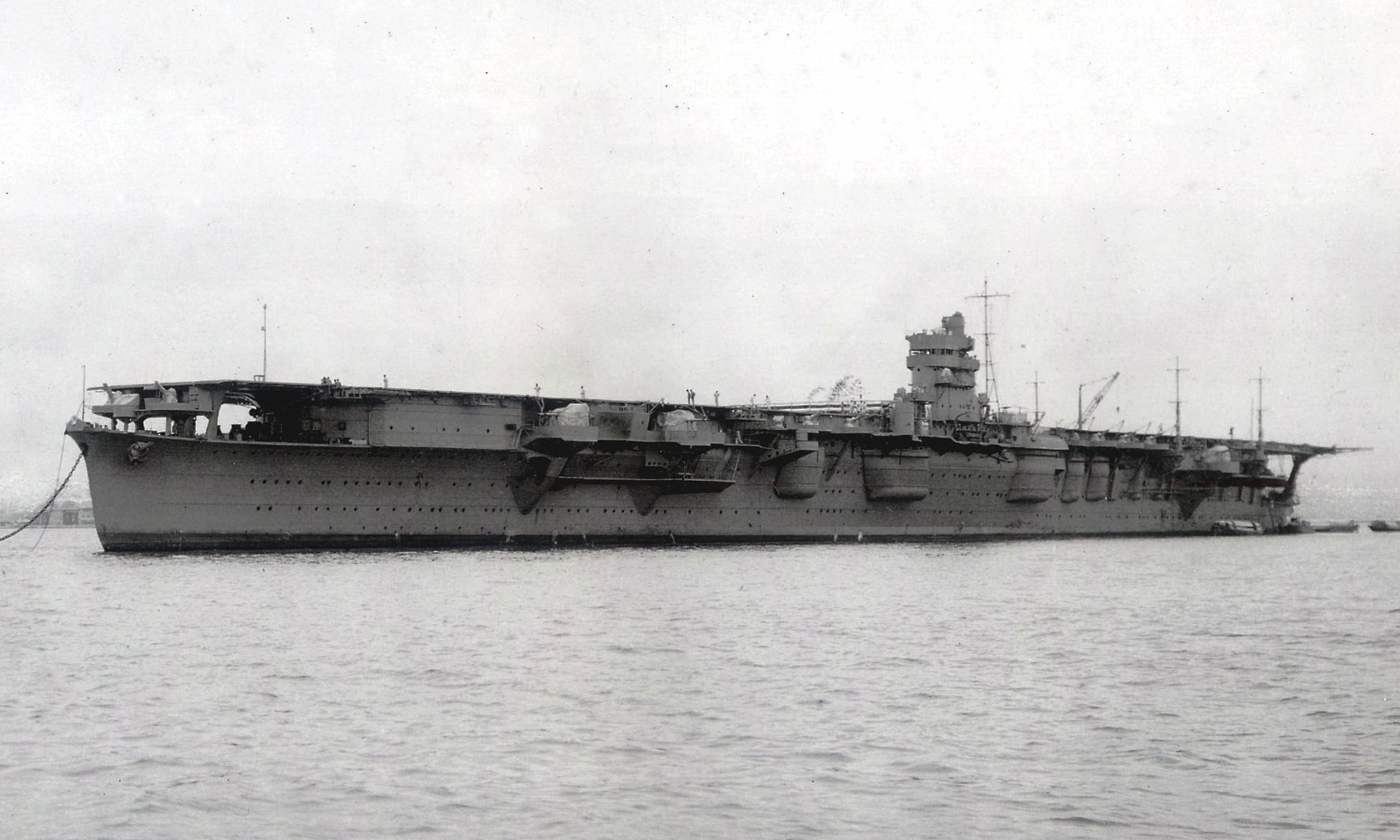
El portaviones Hiryu

La clase Sōryū transportaba 3.710 toneladas (3.650  toneladas largas) de fueloil, lo que le daba un alcance de 7.750 millas náuticas (14.350 km; 8.920 mi) a 18 nudos (33 km/h; 21 mph). Las tomas de humos de la caldera se canalizaron  al lado de estribor del barco, en medio del barco y se descargaron justo debajo del nivel de la cubierta de vuelo a través de dos chimeneas horizontales curvadas empotradas en el lateral. Este mismo diseño se utilizaría para clases posteriores.
La cubierta de vuelo del portaaviones de 216,9 metros (711 pies 7 pulgadas) tenía 26 metros (85 pies 4 pulgadas) de ancho y sobresalía en voladizo de su superestructura en ambos extremos, sostenida por pares de pilares.  El puente-isla de Sōryū, bastante pequeño, se construyó sobre una extensión del lado de estribor que sobresalía más allá del costado del casco para que no invadiera el ancho de la cubierta de vuelo. 

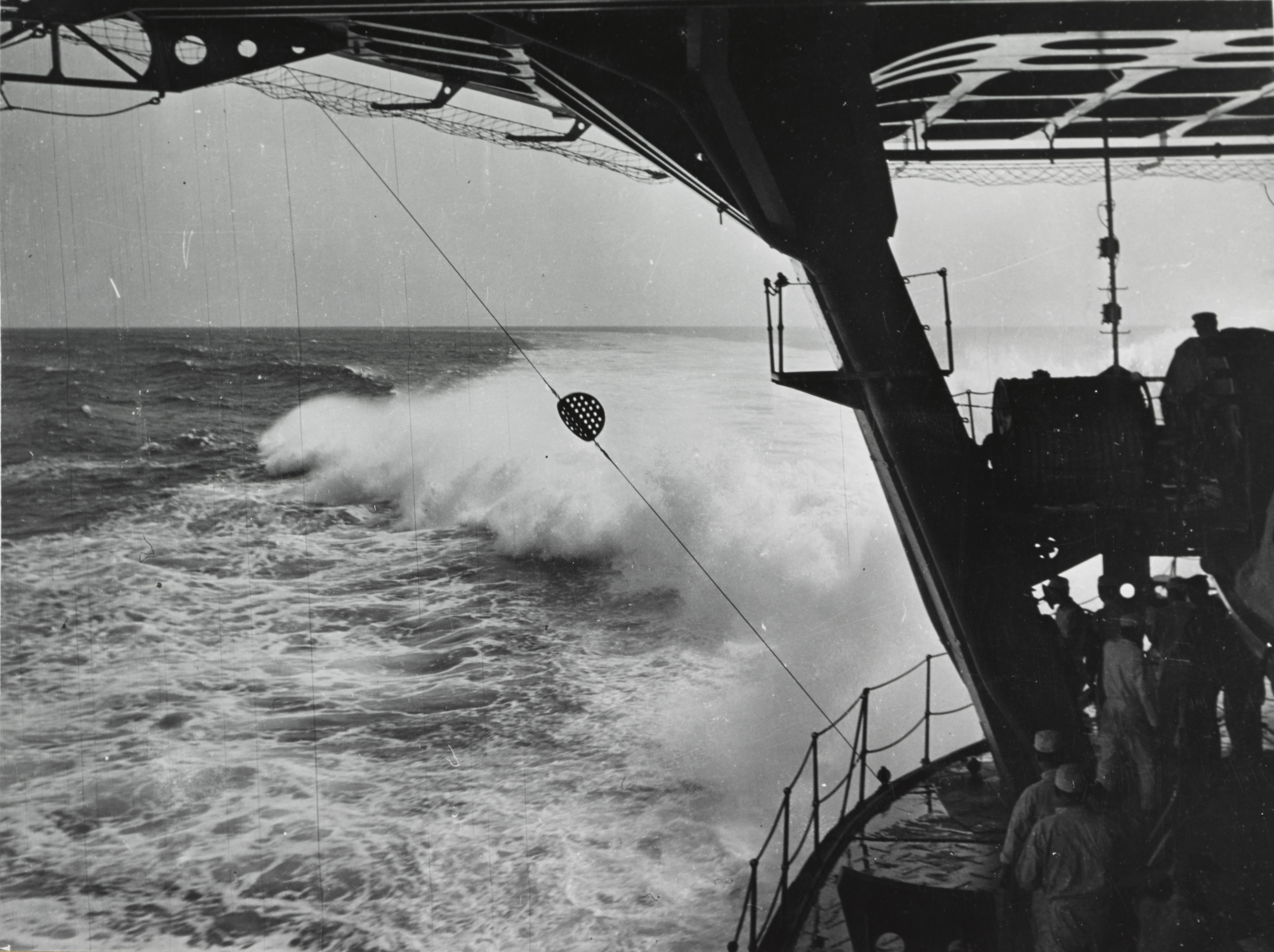
Vista de la popa del Soryu desde estribor, se aprecia parcialmente la cubierta de botes bajo el voladizo.

Se instalaron nueve cables de detención transversales en la cabina de vuelo y podrían detener un avión de 6.000 kg (13.000 lb). La cubierta de vuelo estaba a solo 12,8 metros (42 pies) por encima de la línea de flotación y los diseñadores del barco mantuvieron esta distancia baja al reducir la altura de los hangares. El hangar superior medía 171,3 por 18,3 metros (562 por 60 pies) y tenía una altura aproximada de 4,6 metros (15 pies 1 pulgada); el inferior medía 142,3 por 18,3 metros (467 por 60 pies) y tenía una altura aproximada de 4,3 metros (14 pies 1 pulgada). Juntos tenían un área total aproximada de 5.736 metros cuadrados (61.742 pies cuadrados).  Esto causó problemas en el manejo de los aviones con diedro más grande porque las alas de un bombardero torpedero Nakajima B5N "Kate" no podían desplegarse ni plegarse en el hangar superior. 

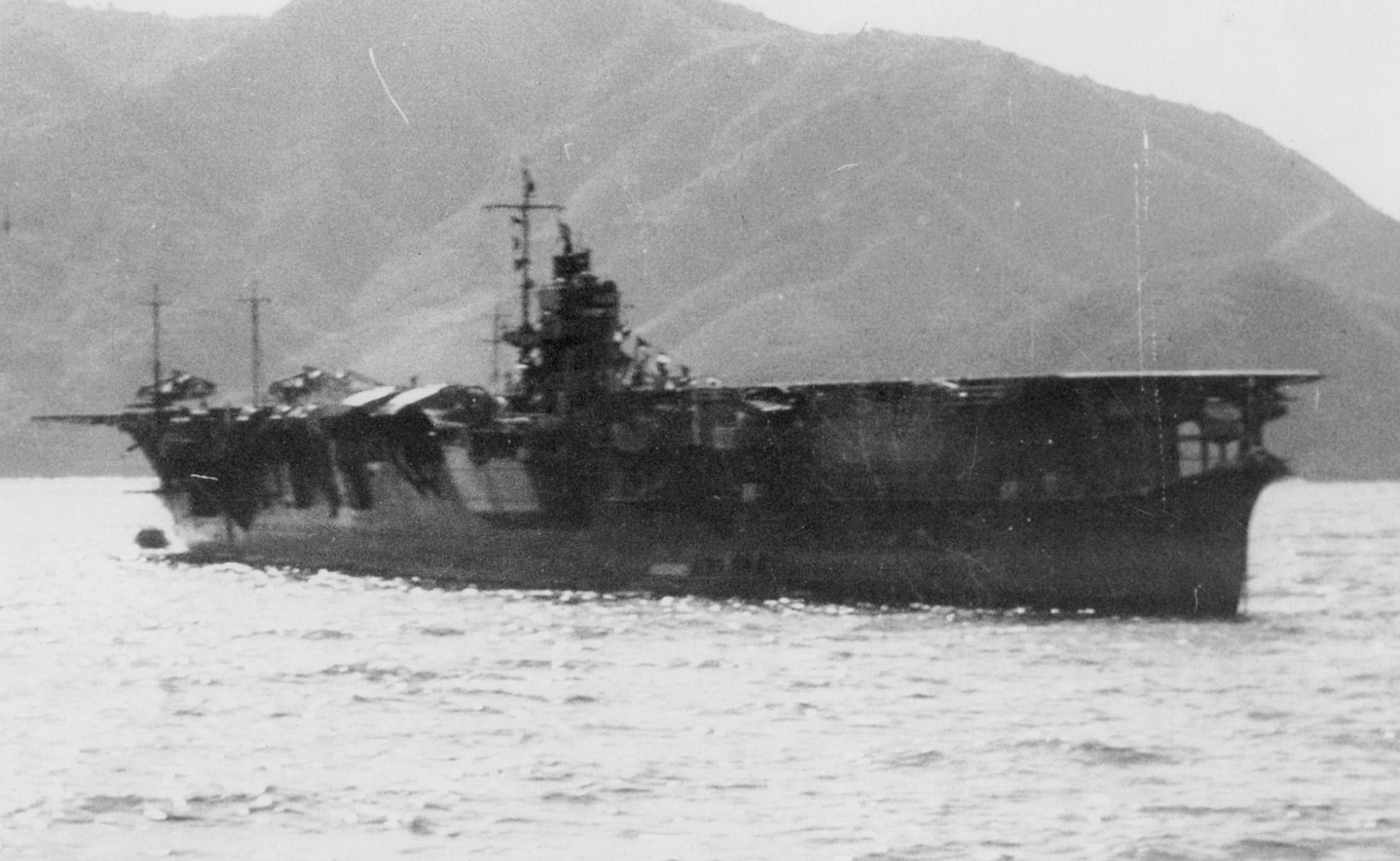
Vista del costado de estribor del Soryu, se aprecia el sistema de chimeneas laterales y el puente.

Las aeronaves fueron transportadas entre los hangares y la cabina de vuelo por tres ascensores de contrapeso, el delantero frente a la isla en la línea central y los otros dos desplazados a estribor.  La plataforma delantera medía 16 por 11,5 metros (52 pies 6 pulgadas × 37 pies 9 pulgadas), la del medio 11,5 por 12 metros (37 pies 9 pulgadas × 39 pies 4 pulgadas) y la trasera 11,8 por 10 metros ( 38 pies 9 pulgadas × 32 pies 10 pulgadas).  Eran capaces de transferir aeronaves que pesaban hasta 5.000 kilogramos (11.000 libras). La clase Sōryū tenía una capacidad de gasolina de aviación de 570 m3 (130 000 gal imp.; 150 000 gal EE. UU.) para su capacidad planificada de sesenta y tres aviones más nueve de repuesto desarmados.
Para ahorrar desplazamiento, la clase  Sōryū estaba mínimamente blindada siendo este factor su mayor debilidad; su cinturón de línea de flotación de 41 milímetros (1,6 pulgadas) de acero Ducol solo protegía los espacios de maquinaria y los almacenamientos. Las cifras comparables para Hiryū fueron 90 milímetros (3,5 pulgadas o 90 mm) sobre los espacios de maquinaria y los tanques de almacenamiento de gasolina de aviación aumentaron a 150 milímetros (5,9 pulgadas o 151 mm) sobre los cargadores. El cinturón de la línea de flotación de Sōryū estaba respaldado por un mamparo interno antiesquirlas. La cubierta del barco tenía solo 25 mm de espesor sobre los espacios de maquinaria y 55 milímetros (2,2 pulgadas) de espesor sobre los cargadores y los tanques de almacenamiento de gasolina de aviación. Esta característica lo hacía muy vulnerable a los disparos de artillería en hipérbole o a los bombarderos en picado equipados con bomba perforante. 

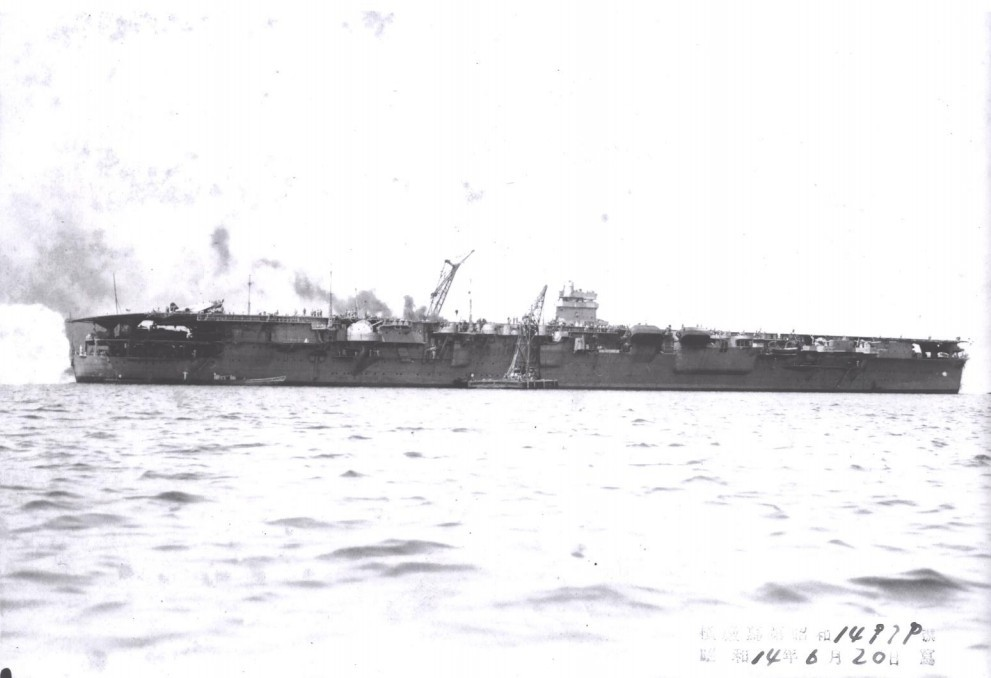
El Hiryu en fase de término constructivo.

El armamento antiaéreo (AA) principal de Sōryū consistía en seis montajes de dos cañones equipados con  cañones estándar navales gemelos de doble propósito Tipo 89 de calibre 50 y 12,7 centímetros montados en patines salientes, tres a cada lado del casco del portaaviones. Los cañones tenían un alcance de 14.700 metros (16.100 yardas) y un techo de 9.440 metros (30.970 pies) a una altura de 90 grados. Su velocidad máxima de disparo era de catorce disparos por minuto, pero su velocidad de disparo o cadencia de tiro era de alrededor de ocho disparos por minuto.  
El buque estaba equipado con dos directores de control de fuego Tipo 94 para controlar los cañones de 12,7 centímetros (5,0 pulgadas), uno para cada lado del barco, aunque el director de estribor en la isla podía controlar todos los cañones Tipo 89.
El armamento antiaéreo ligero del barco constaba de catorce montajes de dos cañones para ametralladoras AA Hotchkiss de 25 mm (1 pulgada) Tipo 96. Tres de estos estaban ubicados en una plataforma justo debajo del extremo delantero de la cabina de vuelo. El Tipo 96 fue el arma antiaérea ligera japonesa estándar durante la Segunda Guerra Mundial, pero sufría graves defectos de diseño que la hacían en gran medida ineficaz.  Estas ametralladoras tenían un alcance efectivo de 1.500 a 3.000 metros (1.600 a 3.300 yardas) y un techo de 5.500 metros (18.000 pies) a una altura de 85 grados. La cadencia de tiro efectiva fue solo entre 110 y 120 disparos por minuto debido a la frecuente necesidad de cambiar los racks cargadores de 15 disparos.  Los cañones Tipo 96 estaban controlados por cinco directores Tipo 95, dos a cada lado y uno en la proa.

## Destino
- El Sōryū fue hundido en la batalla de Midway el 4 de junio a las 19:13 horas después de ser atacado por trece bombarderos en picado del USS Enterprise (CV-6) liderados por el capitán Clarence Wade McClusky.
- El Hiryū fue hundido en la misma batalla, el 5 de junio a las 9:12 después de ser atacado por el mismo grupo aéreo del USS Enterprise (CV-6) y rematado por fuego amigo.